# أو أر أف (محطة بث)
 أو أر أف (بالألمانية: Österreichischer Rundfunk) هي مذيع خدمة عامة وطني نمساوي . تمول من مزيج من عائدات رسوم الترخيص التلفزيوني والإعلانات المحدودة على الهواء، وهي اللاعب المسيطر في وسائط البث النمساوية. كانت النمسا الدولة الأخيرة في أوروبا القارية بعد ألبانيا للسماح بالبث التلفزيوني الخاص على الصعيد الوطني، على الرغم من أن القنوات التلفزيونية التجارية من ألمانيا المجاورة كانت موجودة في النمسا على التلفزيون المدفوع وعبر زيادة التدفق الأرضية منذ الثمانينيات.

## القنوات التلفزيونية
- ORF 1
- ORF 2
- ORF 2 Europe
- ORF III
- + ORF Sport
- 3sat (بالإشتراك مع ARD , زي دي اف و SRF)

## روابط خارجية
- أو آر إف على موقع IMDb (الإنجليزية)
- أو آر إف على موقع الموسوعة البريطانية (الإنجليزية)
- أو آر إف على موقع ميوزك برينز (الإنجليزية)
- الموقع الرسمي
 باللغة الألمانية
- حي
- راديو مباشر